# Parc interdépartemental des sports de Paris-Val-de-Marne

Le parc interdépartemental des sports, officiellement parc interdépartemental des sports Paris Val-de-Marne ou parc interdépartemental de sports et de loisirs Paris - Val-de-Marne, est un parc consacré au sport, dans le quartier des Gondoles à Choisy-le-Roi, dans le Val-de-Marne, au sud-est de Paris, en France.

## Description et historique
D'une superficie de 150 hectares,, il est à cheval sur l'avenue Victor-Hugo et l'avenue de la Pompadour qui la prolonge. Il est desservi par la gare de Créteil-Pompadour de la ligne D du RER d'Île-de-France.
Il contient notamment 22 courts de tennis, 23 terrains de football, 5 kilomètres de pistes de vélo et un plan d'eau pour l'aviron et les petits voiliers. Les Jeux du Val-de-Marne y ont notamment lieu. On y retrouve plusieurs clubs et associations sportives dont l'Aviron Club 94 et le Pole équestre Paris Val-de-Marne.
Le plan d'eau est initialement constitué par des eaux de ruissellement venues de l'est (Mont-Mesly à Créteil). La zone du parc était auparavant soumise aux inondations de la Seine et au risque de paludisme au Moyen Âge. Elle est utilisée comme pâture pour les vaches et les moutons, à cause de la qualité du sol (sable et gravier) et une sablière y est même ouverte au début du XXe siècle.
Il est qualifié d'interdépartemental car il dépend des conseils généraux de Paris et du Val-de-Marne. Son projet date de 1930 avec le travail de l'ingénieur
urbaniste Antoine Duffieux, mais le plan d'eau n'est creusé que dans les années 1950 et la réalisation complète attend les années 1970. La finalisation du parc est notamment liée au travail de la conseillère générale de Choisy et présidente du syndicat interdépartemental Hélène Luc.

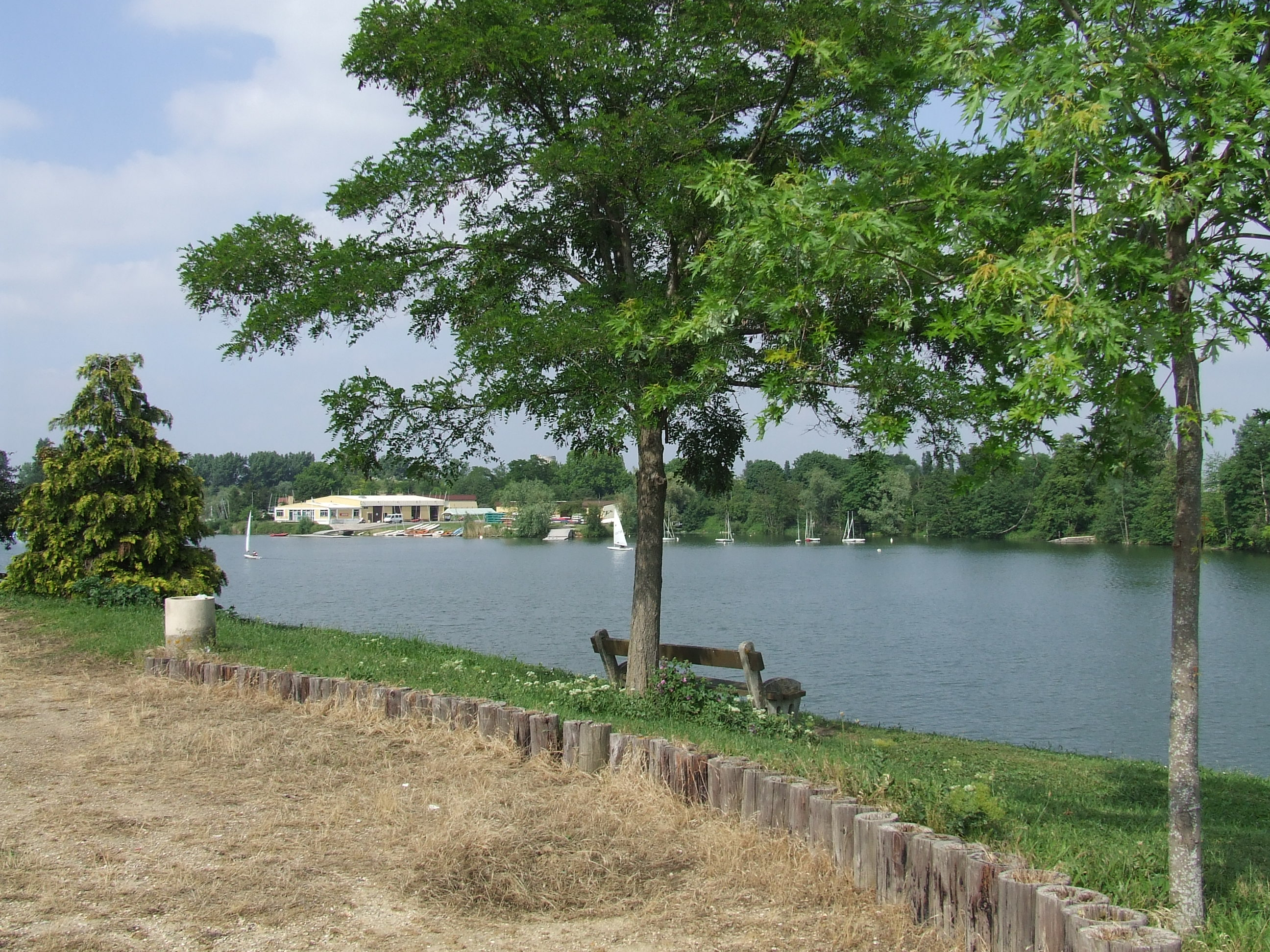
Plan d'eau du parc.
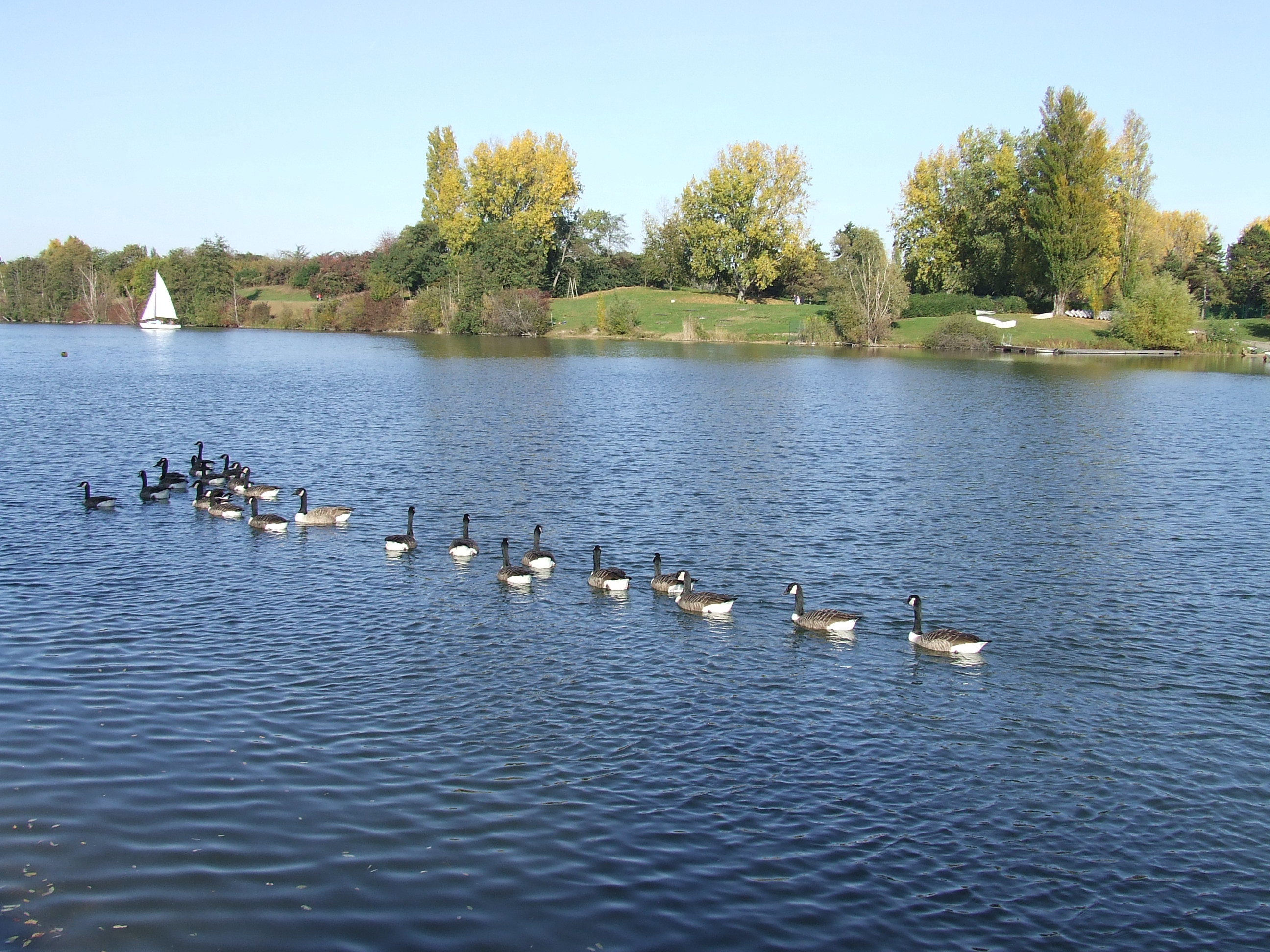
Plan d'eau du parc.